# Фредеріко Родрігес Сантос
Фредеріку Родрігес Сантус (порт. Frederico Rodrigues Santos, нар. 5 березня 1993, Белу-Оризонті, Бразилія), відомий за прізвиськом Фред — бразильський футболіст, півзахисник Збірної Бразилії та турецького «Фенербахче». Був одним зі ста найталановитіших молодих гравців світу за даними Wonderkids-2014.

## Клубна кар'єра

### Виховання
Народився 5 березня 1993 року в місті Белу-Оризонті. Вихованець юнацьких команд футбольних клубів «Атлетіко Мінейру», «Порто Алегре» та «Інтернасьйонал».

### «Інтернасьйонал»
У дорослому футболі дебютував 2012 року виступами за команду клубу «Інтернасьйонал», в якій провів півтори сезони, взявши участь у 33 матчах чемпіонату.  Більшість часу, проведеного у складі «Інтернасьйонала», був основним гравцем атакувальної ланки команди.

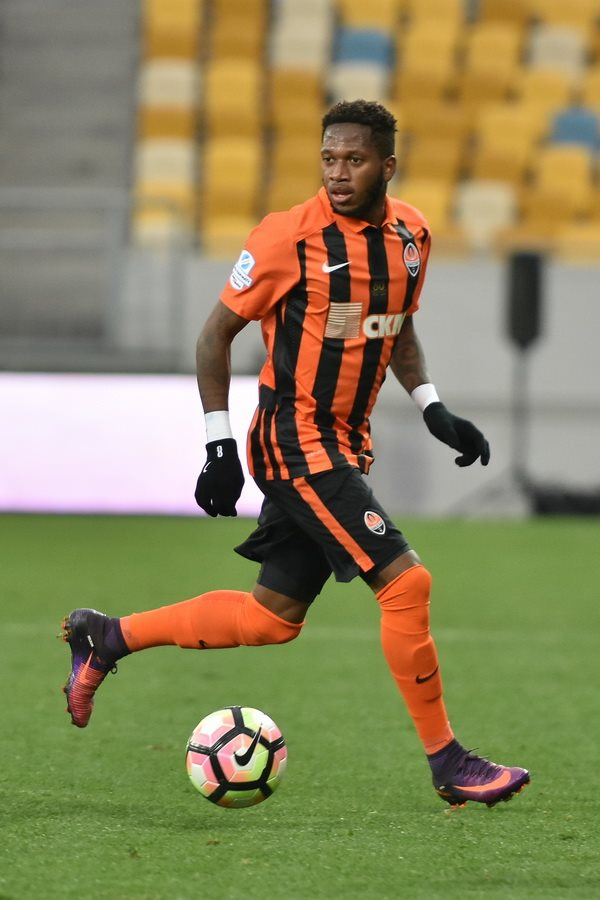
Фред у 2016 році

### «Шахтар»
До складу клубу донецького «Шахтаря», приєднався 26 червня 2013 року, уклавши п'ятирічний контракт. Трансферна вартість футболіста склала 15 мільйонів євро. Фред і тут теж швидко влився до основного складу.
У 2016 році був дискваліфікований до кінця сезону 2015/2016 через допінг. Влітку 2016 року уклав з «Шахтарем» новий п'ятирічний контракт.

### «Манчестер Юнайтед»
5 червня 2018 року Фред підписав контракт з англійським «Манчестер Юнайтед» на 5 років. За різними даними, «Шахтар» отримав за перехід гравця 60-70 млн євро. 11 серпня, Фред дебютував за нову команду в матчі проти «Лестер Сіті», який закінчився перемогою «МЮ» з рахунком 2:1. Перший гол за «Манчестер Юнайтед» забив в матчі 6 туру Прем'єр-ліги проти «Вулвергемптона.

## Виступи за збірну
З 2013 по 2014 роки залучався до складу молодіжної збірної Бразилії. На молодіжному рівні зіграв у 2 офіційних матчах, забив 1 гол.
Наприкінці 2014 року дебютував за збірну Бразилії. Наступного року був включений до її складу для участі у Кубку Америки 2015, де виходив на поле у двох матчах групового етапу, а збірна загалом виступила невдало, не подолавши стадію чвертьфіналів.
Після континентальної першості до лав збірної тривалий час не викликався. У березні 2018 року, після майже трирічної перерви, вийшов на поле у формі збірної по ходу товариської гри проти збірної Росії. А вже у травні був включений до заявки національної команди для участі у тогорічному чемпіонаті світу. 

## Статистика виступів

### Статистика клубних виступів
Станом на 30 травня 2018 року
| Сезон                      | Команда                    | Чемпіонат                  | Чемпіонат | Чемпіонат | Національний кубок | Національний кубок | Національний кубок | Континентальні кубки | Континентальні кубки | Континентальні кубки | Інші змагання | Інші змагання | Інші змагання | Усього | Усього |
| Сезон                      | Команда                    | Ліга                       | Ігор      | Голів     | Ліга               | Ігор               | Голів              | Ліга                 | Ігор                 | Голів                | Ліга          | Ігор          | Голів         | Ігор   | Голів  |
| -------------------------- | -------------------------- | -------------------------- | --------- | --------- | ------------------ | ------------------ | ------------------ | -------------------- | -------------------- | -------------------- | ------------- | ------------- | ------------- | ------ | ------ |
| 2012                       | «Інтернасьйонал»           | ЛГ+A                       | 5+28      | 0+6       | -                  | -                  | -                  | КЛ                   | 0                    | 0                    | -             | -             | -             | 33     | 6      |
| 2013                       | «Інтернасьйонал»           | ЛГ+A                       | 15+5      | 1+1       | КБ                 | 2                  | 0                  | -                    | -                    | -                    | -             | -             | -             | 22     | 2      |
| Усього за «Інтернасьйонал» | Усього за «Інтернасьйонал» | Усього за «Інтернасьйонал» | 20+33     | 1+7       |                    | 2                  | 0                  |                      | 0                    | 0                    |               | -             | -             | 55     | 8      |
| 2013–14                    | «Шахтар» (Донецьк)         | ПЛ                         | 23        | 2         | КУ                 | 3                  | 0                  | ЛЧ+ЛЄ                | 3+1                  | 0                    | СУ            | 1             | 2             | 31     | 4      |
| 2014–15                    | «Шахтар» (Донецьк)         | ПЛ                         | 22        | 1         | КУ                 | 6                  | 0                  | ЛЧ                   | 7                    | 0                    | СУ            | 0             | 0             | 35     | 1      |
| 2015–16                    | «Шахтар» (Донецьк)         | ПЛ                         | 12        | 2         | КУ                 | 0                  | 0                  | ЛЧ+ЛЄ                | 10+0                 | 0                    | СУ            | 1             | 0             | 23     | 2      |
| 2016–17                    | «Шахтар» (Донецьк)         | ПЛ                         | 18        | 2         | КУ                 | 0                  | 0                  | ЛЧ+ЛЄ                | 2+8                  | 0+1                  | СУ            | 1             | 1             | 29     | 4      |
| 2017–18                    | «Шахтар» (Донецьк)         | ПЛ                         | 26        | 3         | КУ                 | 3                  | 0                  | ЛЧ                   | 8                    | 1                    | СУ            | 0             | 0             | 29     | 4      |
| Усього за «Шахтар»         | Усього за «Шахтар»         | Усього за «Шахтар»         | 101       | 10        |                    | 12                 | 0                  |                      | 39                   | 2                    |               | 3             | 3             | 155    | 15     |
| Усього за кар'єру          | Усього за кар'єру          | Усього за кар'єру          | 145+2     | 18        |                    | 14                 | 0                  |                      | 39                   | 2                    |               | 3             | 3             | 202    | 23     |

### Статистика виступів за збірну
Станом на 30 травня 2018 року
| Дата       | Місто        | Господарі | Результат | Гості    | Турнір                       | Голи | Примітки |
| ---------- | ------------ | --------- | --------- | -------- | ---------------------------- | ---- | -------- |
| 12-11-2014 | Стамбул      | Туреччина | 0 – 4     | Бразилія | товариський матч             | -    | 85'      |
| 18-11-2014 | Відень       | Австрія   | 1 – 2     | Бразилія | товариський матч             | -    | 77'      |
| 7-6-2015   | Сан-Паулу    | Бразилія  | 2 – 0     | Мексика  | товариський матч             | -    | 83'      |
| 10-6-2015  | Порту-Алегрі | Бразилія  | 1 – 0     | Гондурас | товариський матч             | -    | 81'      |
| 14-6-2015  | Темуко       | Бразилія  | 2 – 1     | Перу     | Копа Америка 2015 - 1-й етап | -    | 75'      |
| 17-6-2015  | Сантьяго     | Бразилія  | 0 – 1     | Колумбія | Копа Америка 2015 - 1-й етап | -    | 46'      |
| 23-3-2018  | Москва       | Росія     | 0 – 3     | Бразилія | товариський матч             | -    | 79'      |
| Усього     |              | Матчів    | 7         |          | Голів                        | 0    |          |

## Досягнення

### Командні

##### «Інтернасьйонал»
- Кубок ФГФ (1): 2010
- Ліга Гаушу (2): 2012, 2013
- Кубок Піратін (1): 2013
- Кубок Фірапілья (1): 2013

##### «Шахтар»
- Переможець Чемпіонату України (3): 2013-14, 2016-17, 2017-18
- Володар кубка України (3): 2015-16, 2016-17, 2017-18
- Володар Суперкубка України (2): 2014, 2015

##### «Манчестер Юнайтед»
- Володар Кубка Футбольної ліги (1): 2023

### Збірні
- Переможець Суперкласіко де лас Амерікас: 2018
- Срібний призер Кубка Америки: 2021